# Eurobahn VT 4.01
De VT 4.01 ook wel Alstom type Coradia LINT 41 genoemd is een dieselmechanisch motorrijtuig of treinstel, een zogenaamde light train met lagevloerdeel voor het regionaal personenvervoer van de Eurobahn.

## Geschiedenis
De LINT is ontworpen door fabrikant Linke-Hofmann-Busch (LHB) uit Salzgitter. Het acroniem LINT staat voor "Leichter Innovativer Nahverkehrstriebwagen". De treinen vervangen oudere treinen.
De eurobahn behoorde tot december 2007 tot Rhenus Keolis GmbH & Co. KG. Het hoofdkantoor is in Hamm gevestigd. De aandelen zijn in handen van Freiberger Eisenbahngesellschaft en van Rhenus Veniro,

## Constructie en techniek
Het treinstel is opgebouwd uit een aluminium frame met een frontdeel van GVK. Typerend aan dit treinstel is de toepassing van Scharfenbergkoppeling met het grote voorruit. De treinen werden geleverd als tweedelig dieseltreinstel met mechanische transmissie. De trein heeft een lagevloerdeel. Deze treinen kunnen tot drie stuks gecombineerd rijden. De treinen zijn uitgerust met luchtvering.

## Treindiensten
Deze treinen worden door de Eurobahn sinds 2003 ingezet op de volgende trajecten.
- RB 77 Weser-Bahn: Bünde - Löhne - Hameln - Hildesheim
- RB Lammetalbahn: Hildesheim - Bodenburg